# ルキウス・ウァレリウス・ポティトゥス (紀元前449年の執政官)
ルキウス・ウァレリウス・ポティトゥス（ラテン語: Lucius Valerius Potitus、生没年不詳）は共和政ローマのパトリキ（貴族）出身の政治家で、紀元前449年の第二次十人委員会が独裁的な姿勢を示すと、マルクス・ホラティウス・バルバトゥスと共にこれと対決した。この努力が評価され、十人委員会が解散された後、残りの期間の執政官（コンスル）を務めた。

## 経歴

### ポティトゥスと十人委員会
ルキウス・ウァレリウスもマルクス・ホラティウスもパトリキであったが、強権的な第二次十人委員会がプレブス（平民）を虐待すると、プレブス側に立ってこれに対抗した。第二次プレブスの離反（en）が生じると、プレブスからの信頼を得ていたこともあり、両人は交渉役に選ばれた。プレブスの要求が満たされ、離反が終結すると、両名は執政官に選ばれた。十人委員会の委員の内、アッピウス・クラウディウス・クラッスス・インレギッレンシス・サビヌスとスプリウス・オッピウス・コルニケンは収監中に自殺、他の8人はローマを追放された。
両人はウァレリウス＝ホラティウス法（en）を成立させた。この法律は3条から構成され、第1条はプレブス民会での決議であっても、トリブスごとの投票を経ていれば、パトリキにも適用されるというものであった。第2条は十人委員会が中断させていた上告権を回復させるものであり、上告権の及ばない公職の新設を禁じた。第3条は護民官に対する不可侵を再確認したものであった。
現代の歴史学者の中には、第二次十人委員会をフィクションと考え、従って第一次十人委員会と合わせて疑問を呈している者もおり、第二次プレブスの離反とウァレリウス＝ホラティウス法の歴史的正確性にも疑問を投げかけている。他方でモムゼンとコーネルは、少なくとも話の核心は歴史的事実と考えている。ウァレリウス＝ホラティウス法にも疑問が呈されている。上告権に関しては、ウァレリウス氏族の執政官が同様な法律を制定したという説がある（紀元前509年のプブリウス・ウァレリウス・プブリコラと紀元前300年のマルクス・ウァレリウス・コルウス）が、この最後のものだけが事実と考える歴史家もいる。プレブス民会に関しても、紀元前339年の独裁官クィントゥス・プブリリウス・ピロが定めたプブリリウス法と、紀元前287年のホルテンシウス法が同様の内容を含んでいる。一部の歴史家は、この内容はホルテンシウス法で初めて定められたと考えている。但し、これらの法は歴史的事実と考える歴史家もいる。

### ウォルスキとアエクイとの戦い
他方、この混乱を見てアエクイ、ウォルスキ、サビニがローマに対して兵を上げた。マルクス・ホラティウスはサビニに対し、ルキウス・ウァレリウスはウォルスキとアエクイに対処することとなった。十人委員会の間に兵の士気が落ちていたにもかかわらず、ルキウス・ウァレリウスは勝利した。マルクス・ホラティウスは当初苦戦したものの、最終的にはサビニに勝利した。
ローマはこの勝利を喜んだが、元老院は凱旋式を認めなかった。しかし、トリブス民会は元老院の意思を無視し、両執政官の凱旋式を認めた。これはローマ史上最初の決定であった。
十人委員会解散後地位を回復した護民官10人は全員の再選と、更にこのプレブスに協力的な執政官2人の再選を狙っていたが、ルキウス・ウァレリウスらにその意思はなかった。彼らは護民官選挙の管理人マルクス・ドゥイリウスと共に集会場へ現れると、再選の意思がないことを宣言し、悪名高い十人委員会と違って筋を通すことを称賛された。

### クァエストルシップ
紀元前446年、恐らくクァエストルに選出された。タキトゥスによれば、共和政下で最初に選出されたクァエストルの一人であるという。